# نجريج
نجريج إحدى قرى مركز بسيون التابع لمحافظة الغربية بجمهورية مصر العربية.

## التاريخ
قرية نجريج من القرى القديمة، إذ وردت باسم «نجريج» في أعمال الغربية ضمن قرى الروك الصلاحي التي أحصاها ابن مماتي في كتاب قوانين الدواوين، كما وردت باسم «نجريج» في أعمال الغربية ضمن قرى الروك الناصري التي أحصاها ابن الجيعان في كتاب «التحفة السنية بأسماء البلاد المصرية».
وردت باسم «نجريج» في التربيع العثماني الذي أجراه الوالي العثماني سليمان باشا الخادم في عصر السلطان العثماني سليمان القانوني ضمن قرى ولاية الغربية، وفي تاريخ 1228هـ/1813م الذي عدّ قرى مصر بعد المسح الذي قام به محمد علي باشا باسم «نجريج».
ذكرت القرية ضمن توابع مركز محلة منوف في تعداد 1882، ثم من توابع مركز كفر الزيات حتى ذكرت من توابع مركز بسيون في تعداد 1960.

## السكان
بلغ عدد سكان نجريج 11,376 نسمة حسب تقدير عام 2018.
| السنة  | 1882 | 1897 | 1907 | 1927 | 1947 | 1960 | 1976 | 1986 | 1996 | 2006  | 2018   |
| ------ | ---- | ---- | ---- | ---- | ---- | ---- | ---- | ---- | ---- | ----- | ------ |
| القرية | 2092 | 2514 | 2622 | 2463 | 2603 | 3493 | 5017 | 6405 | 7460 | 8,656 | 11,376 |

## أعلام
- محمد عياد الطنطاوي (1810 - 1861) مؤلف ومؤرخ ومفكر مصري وعين مستشاراً في الدولة الروسية.[15][16]
- محمد صلاح (1992 - ) هو لاعب كرة قدم يلعب مع نادي ليفربول ومنتخب مصر.[17]